# Harley Flanagan
Harley Francis Flanagan (Nova York, 8 de març de 1967) és un músic, escriptor i practicant de jujutsu brasiler. És un dels fundadors del grup novaiorquès de hardcore Cro-Mags.
Quan tenia nou anys Flanagan va publicar un llibre de poesia i dibuixos realitzat quan en tenia set, amb un prefaci escrit per l'amic de la família Allen Ginsberg.Més tard, als 12 anys, Flanagan fou bateria del grup de punk The Stimulators.

## Projectes actuals
L'autobiografia de Flanagan, Hard-Core: Life of My Own, publicada per l'editorial Feral House el 2016, conté una introducció del periodista Steven Blush. D'ençà la seva publicació el llibre es va mantenir més de 6 mesos com a número 1 en biografies d'arts marcials a Amazon.
El 19 de maig de 2018, Flanagan, amb el nom de Harley Flanagan Hard Core, fou un dels quatre clàssics hardcore punk d'actuar al Prudential Center de Newark, Nova Jersey, juntament amb Murphy's Law, Suicidal Tendencies i The Original Misfits.
El 2018 Flanagan va publicar dos enregistraments: el primer a la primavera, Hard Core Dr. Know, un extended play en solidaritat amb el guitarra de Bad Brains que s'havia de costejar unes despeses mèdiques; el segon, el 6 de juliol de 2018, The Original Cro-Mags Demos, 1982/83, el qual documenta la feina de Flanagan escrivint les cançons, tocant tots els instruments i cantant versions primerenques de les cançons que són emblema de Cro-Mags.

## Influències
Flanagan va citar Darryl Jenifer, Geezer Butler i Lemmy com els baixistes que més l'han influït. També declarà que Cronos de Venom, Jaco Pastorious (Flanagan posseeix un dels seus baixos) i Stanley Clarke l'han inspirat, "intentant portar tot això" fins a la seva música i barrejant-ho amb la intensitat del hardcore.

## Vida personal
Flanagan és pare de dos fills i està casat amb Laura Lee Flanagan, que és advocada i doctorada en Dret. Flanagan és cinturó negre de jujutsu brasiler i actualment fa classes a l'acadèmia de Renzo Gracie de la ciutat de Nova York. Una de les seues alumnes és la filla d'Anthony Bourdain, el qual va assistir als concerts de The Stimulators de principis de 1980 i era un aficionat del llavors jove bateria. Flanagan ha estat vegetarià la major part de la seva vida.

## Assumptes legals
El 6 de juliol de 2012, Flanagan va ser arrestat per, presumptament, apunyalar dos membres actuals de Cro-Mags, i mossegar-ne un d'ells entre bastidors al Webster Hall de Nova York. Presumptament Flanagan havia estat atacat als camerinos. Flanagan va acabar ferit en una cama. Flanagan va declarar haver utilitzat el ganivet per defensar-se i que la ferida a la seva cama va requerir 30 punts de sutura. Els càrrecs van prescriure el desembre de 2012 a causa de la manca de cooperació dels testimonis.

## Discografia

### Amb The Stimulators
- Loud, Fast Rules!/Run Run Run {senzill} (1980)
- Loud, Fast Rules! {gravació en directe} (1982)
- New York Thrash {compilació} (1982)

### Amb Cro-Mags
- The Age of Quarrel (1986)
- Best Wishes (1989)
- Alpha Omega (1992)
- Near Death Experience (1993)
- Revenge (2000)
- In the Beginning (2020)
- 2020 (2020)

### Amb White Devil
- Reincarnation (1995)

### Amb Harley's War
- Cro-Mag (2003)
- Hardcore All Stars (2009)
- 2012 (2012)

### Com a Harley Flanagan
- Cro-Mags (2016)
- Hard Core Dr. Know, EP (2018)
- Cro Mags Demos (2018; enregistrat 1982-1983)